# کورینا هارفوش
کورینا هارفوش (انگلیسی: Corinna Harfouch؛ زادهٔ ۱۶ اکتبر ۱۹۵۴) بازیگر اهل آلمان است.
از فیلم‌ها یا برنامه‌های تلویزیونی که وی در آن نقش داشته است، می‌توان به سقوط، قصه یک آدمکش و یاسمین اشاره کرد.